# يندرنت
يندرنت هي شبكة آي.آر.سي تصنف الثانية عالميا حسب عدد المستخدمين والقنوات اليومي حيث يدخلها ما يقارب 120.000 مستخدم يوميا، تنتشر خوادم هذه الشبكة في جميع أنحاء العالم.

## التاريخ
في أكتوبر 1992 تم تأسيس هذه الشبكة من قبل داني ميشيل الذي كان مستخدما في شبكة إفنت.

## خدمات
على غير العادة تضم هذه الشبكة بوتا واحدا للخدمات اسمه X ولا يوجد بوتات Chanserv, Nickserv, Helpserv المعتادة. يستخدم الموقع أيضا نظاما للتسجيل في الشبكة عبر الويب اسمه cservice.

## وصلات خارجية
- قائمة خوادم يندرنت
- منتديات يندرنت